# Yotsubashi-lijn
De Yotsubashi-lijn (四つ橋線, Yotsubashi-sen) is een van de lijnen van de Metro van Osaka in Japan. De lijn is vernoemd naar de Yotsubashisuji, een straat in Osaka waarlangs de lijn loopt. De lijn loopt van noord naar zuid en heeft als kenmerken de letter Y (waarmee de stations worden aangeduid) en de kleur blauw. De Yotsubashi-lijn is 11,4 km lang en behoort daarmee tot de kortere metrolijnen van Osaka.

## Geschiedenis
Het eerste gedeelte van de metrolijn, tussen Daikokuchō en Hanazonochō, werd in 1942 geopend, wat de lijn tot één-na-oudste van Osaka maakt. De bouw werd echter al snel gestaakt vanwege de verslechterde oorlogssituatie. Na de oorlog werd de bouw voortgezet maar het zou nog tot 1972 duren voordat de lijn haar huidige vorm kreeg. In 1969 kreeg de lijn, eerder 'metrolijn 3' genoemd, de naam Yotsubashi-lijn.

## Toekomst
In 2004 werd er voor het eerst een verlenging naar Jūsō, ten noorden van Umeda onderzocht. Hoewel men dit als een 'ontbrekende schakel' in het transportnetwerk ziet, is er anno 2010 nog geen beslissing genomen: men hikt vooral aan tegen de hoge kosten.
Er waren ook plannen voor een verlenging naar het zuiden, maar na de ineenstorting van de Japanse economie begin jaren negentig zijn deze plannen in de ijskast gezet. In 2009 opperde Takeyama Osami, de burgemeester van Sakai een verlenging naar het WTC om het gebied te beter te ontsluiten. Doordat men ook al plannen had voor een lightrailverbinding is het voorstel niet onomstreden; anno 2010 is er nog geen beslissing genomen.

## Stations
| Nummer | Station     | Japans     | Afstand | Verbindingen | wijk         | wijk |
| ------ | ----------- | ---------- | ------- | --- | ------------ | ---- |
| Y11    | Nishi-Umeda | 西梅田     | 0,0     | - Metro van Osaka: Midosuji-lijn (M16) en de Tanimachi-lijn (T20) - JR West: JR Kobe-lijn, JR Kioto-lijn, Osaka-ringlijn, JR Tozai-lijn en de Fukuchiyama-lijn - Hankyu: Hankyu Kyoto-lijn, Hankyu Kobe-lijn en de Hankyu Takarazuka-lijn | Kita-ku      |      |
| Y12    | Higobashi   | 肥後橋     | 0,9     | Keihan: Nakanoshima-lijn (Station Watanabebashi) | Nishi-ku     |      |
| Y13    | Hommachi    | 本町       | 1,9     | Metro van Osaka: Midosuji-lijn (M18) en de Chuo-lijn (C16) | Nishi-ku     |      |
| Y14    | Yotsubashi  | 四ツ橋     | 2,9     | Metro van Osaka: Midosuji-lijn (M19) en de Nagahori Tsurumi-ryokuchi-lijn (N15) (beide Station Shinsaibashi) | Nishi-ku     |      |
| Y15    | Namba       | なんば     | 3,7     | - Metro van Osaka: Midosuji-lijn (M20) en de Sennichimae-lijn (S16) - Nankai: Nankai-lijn en de Koya-lijn - Kintetsu: Kintetsu Namba-lijn - Hanshin: Hanshin Namba-lijn - JR-West: Kansai-lijn                                            | Naniwa-ku    |      |
| Y16    | Daikokuchō  | 大国町     | 4,9     | Metro van Osaka: Midosuji-lijn (M21) | Naniwa-ku    |      |
| Y17    | Hanazonochō | 花園町     | 6,2     | | Nishinari-ku |      |
| Y18    | Kishinosato | 岸里       | 7,3     | | Nishinari-ku |      |
| Y19    | Tamade      | 玉出       | 8,6     | | Nishinari-ku |      |
| Y20    | Kita-Kagaya | 北加賀屋   | 9,7     | | Suminoe-ku   |      |
| Y21    | Suminoekōen | 住之江公園 | 11,4    | Nanko Port Town-lijn (P18) | Suminoe-ku   |      |